# Alcyonidium parasiticum
Alcyonidium parasiticum är en mossdjursart som först beskrevs av Fleming 1828.  Alcyonidium parasiticum ingår i släktet Alcyonidium och familjen Alcyonidiidae. Arten är reproducerande i Sverige. Inga underarter finns listade i Catalogue of Life.